# Greg Haughton

Greg Haughton (Jamaica, 10 de noviembre de 1973) es un importante atleta jamaicano, especialista en la prueba de 4 × 400 m, en la que ha logrado ser cuatro veces subcampeón del mundo entre Gotemburgo 1995 y Edmonton 2001.

## Carrera deportiva
En el Mundial de Gotemburgo 1995 ganó la plata en 4 × 400 m —tras Estados Unidos y por delante de Nigeria—, al igual que en el mundial de Atenas 1997 —tras Reino Unido y por delante de Polonia—, en el mundial de Sevilla 1999 —tras Polonia y por delante de Sudáfrica— y en el Mundial de Edmonton 2001, tras Bahamas y por delante de Polonia.
Además, ha ganado medallas en otras pruebas, como el bronce conseguido en Edmonton 2001 en 400 metros lisos con un tiempo de 44.98 segundos, tras el bahameño Avard Moncur y el alemán Ingo Schultz. También fue bronce en esta misma prueba en los mundiales celebrados en Gotemburgo 1995.
En los JJOO, consiguió la medalla de bronce en los Juegos Olímpicos de Sídney 2000 en los 400 metros lisos con un tiempo de 44.70, también tiene medallas olímpicas en los 4x400 m, donde logró la plata en Sídney 2000 y el broce en Atlanta 1996.